# Butterfly Dance
Butterfly Dance è il secondo singolo del cantante inglese Kevin Ayers (1944-2013). Il brano fu pubblicato nell'ottobre del 1970, in concomitanza con l'uscita dell'album Shooting at the Moon (in cui però non appare). Il lato B contiene una versione di May I? in francese.

## Tracce
- Butterfly Dance (Kevin Ayers)
- Puis Je? (Kevin Ayers)

## Formazione
- Kevin Ayers – chitarra, basso elettrico, canto
- David Bedford – organo, pianoforte, fisarmonica
- Lol Coxhill – sassofono
- Mike Oldfield – basso elettrico, chitarra
- Mick Fincher – batteria, percussioni
- The Ladybirds – controcanto